# Heide (stacja kolejowa w Belgii)
Heide (nid: Station Heide) – stacja kolejowa w Heide, w prowincji Antwerpia, w Belgii. Znajduje się na linii Antwerpia – Rotterdam.

## Linie kolejowe
- Linia 12 Antwerpia – Lage Zwaluwe

## Połączenia
Codzienne
| Typ pociągu | Trasa                                                                            | Częstotliwość |
| ----------- | -------------------------------------------------------------------------------- | ------------- |
| L           | W tygodniu: Puurs – Antwerpia – Roosendaal Weekendy: Antwerpen Zuid – Roosendaal | 1x/h          |

### W Tygodniu
| Typ pociągu | Trasa                             | Częstotliwość |
| ----------- | --------------------------------- | ------------- |
| IC 22       | Bruxelles-Midi – Antwerpia- Essen | Week: 1x/u    |